# Kióneli
Kióneli är en ort i Cypern.   Den ligger i distriktet Eparchía Lefkosías, i den nordöstra delen av landet, 6 km nordväst om huvudstaden Nicosia. Kióneli ligger 134 meter över havet och antalet invånare är 11 671. Den ligger på ön Cypern.
Terrängen runt Kióneli är platt åt sydväst, men åt nordost är den kuperad.Trakten runt Kióneli är mycket tätbefolkad, med 2 103 invånare per kvadratkilometer. Närmaste större samhälle är Nicosia, 6,3 km sydost om Kióneli. Trakten runt Kióneli är i huvudsak tätbebyggd.